# Fehim Bajraktarević
Fehim Bajraktarević (14. listopadu 1889 Sarajevo, Bosna a Hercegovina – 22. února 1970 Bělehrad, Socialistická federativní republika Jugoslávie) byl bosenskohercegovský a jugoslávský orientalista a jazykovědec bosňáckého původu.

## Životopis
Narodil se do rodiny, kterou tvořil Mustafa, obchodník z města Gornji Vakuf, a Nefisa Šolbat. V rodném městě dokončil základní školu a klasické gymnázium (1911). Na Vídeňské univerzitě studoval orientální jazyky a slovanské filologie (ukončil je 1917, s přerušením roku 1914 kvůli válce), zde také složil profesorskou zkoušku a obhájil doktorát s tezí věnovanou arabskému básníkovi Abú Kabírovi z přelomu 6. a 7. století (1918, tiskem jako La Lāmiyya d’Abū Kabīr al-Hudalī v čsp. Journal Asiatique CCIII, Paris 1923, s. 59–115).
V letech 1919–1922 strávil na odborné stáži v Londýně (University College) a nato mezi lety 1922 a 1924 v Alžíru (Faculté des Lettres). Roku 1925 coby docent začal přednášet na Filozofické fakultě Univerzity v Bělehradě. Tam pak od roku 1926 vedl (od 1929 jako mimořádný a od 1939 řádný profesor) nově založenou Katedru orientální filologie (Seminar za orijentalnu filologiju), a to až do odchodu do důchodu v roce 1960. Poté vyučoval jen honorárně.
Vládl perštinou, arabštinou, turečtinou, francouzštinou, angličtinou, italštinou a ruštinou. Překládal z orientálních jazyků do srbochorvatštiny a francouzštiny. Účastnil se mnohých kongresů orientalistů (roku 1928 v Oxfordu, 1931 v Leidenu, 1935 v Římě, 1937 v Istanbulu, 1955 v Hamburku a 1957 v Mnichově).
V jihoslovanském prostředí se zařadil k průkopníkům moderní orientální filologie bez jakýchkoli emočních příměsí, což se ne vždy setkávalo s povděkem i pochopením okolí. Jako praktikující muslim byl izolován od většinové společnosti v Bělehradě (za vlády dynastie Karađorđevićů i jugoslávských komunistů), zároveň se netěšil přízni ani mezi bosenskohercegovskými muslimy, kteří od něj očekávali vřelejší zájem o islámská témata. Bajraktarević se přitom důsledně vyhýbal studiu islamologie, k němuž ani neměl odborné předpoklady.
Během své akademické kariéry publikoval mnoho odborných statí z oboru arabské, perské a turecké literatury, dále překlady, básně, jazykové analýzy domácích i zahraničních textů. Do toho přispíval do odborného časopisu Prilozi za orijentalnu filologiju (Příspěvky k orientální filologii, od 1950), který vydával Orientální ústav v Sarajevu, a bělehradského časopisu Nur (Světlo).
Byl členem Výboru pro východní prameny při Srbské akademii věd a umění, Společnosti německých orientalistů a Společnosti francouzských orientalistů v Bělehradě.

## Dílo
- Uticaj Istoka na Getea (Vliv Východu na Goethea, Beograd 1938, Novi Sad 2002)
- Osnovi turske gramatike (Základy turecké mluvnice, Beograd 1962)
- Dubrovačka arabica (Dubrovnická arabice, Beograd 1962)
- Pregled istorije persijske književnosti (Přehled dějin perské literatury, Beograd 1979)

Překlady
- Firdaussi Tusi, Abdul Qasim: Rustem i Suhrab. Beograd 1928, 1983, 2016, Sarajevo 1997, 1999, 2000.
- Hajjam: Rubaije. Beograd 1964, 1976, 1983.
- Iz persijske poezije (Z perské poezie). Beograd 1971, 1985, 2012.